# 皎漂縣
皎漂縣為緬甸若開邦轄下的縣，其區域面積為9,110.7平方公里，2014年人口439,923人。該縣下分4個鎮區。皎漂為該縣之首府。

## 行政区划
皎漂縣下辖2鎮區：
- 皎漂鎮區（Kyaukpyu Township）
- 蘭里鎮區（Ramree Township）